# Daula abscissa
Daula abscissa är en fjärilsart som beskrevs av Saalmüller 1891. Daula abscissa ingår i släktet Daula och familjen nattflyn. Inga underarter finns listade i Catalogue of Life.